# Universum Box-Promotion
Die Universum Box-Promotion GmbH (kurz UBP) ist ein Hamburger Boxstall.

## Geschichte

### 1984 bis 2013
Die Gesellschaft wurde von Klaus-Peter Kohl gegründet und bis 2011 geleitet. Seit 1984 wurden professionelle Boxkämpfe veranstaltet. Universum arbeitete zunächst mit dem Bezahlsender Premiere zusammen. Bis 2005 war Peter Hanraths Geschäftsführer des Boxstalls, der zuvor beim Konkurrenten Wilfried Sauerland beschäftigte Jean-Marcel Nartz arbeitete von 2002 bis 2009 als technischer Leiter für Universum.
Die Heimat des Boxstalls waren die Räumlichkeiten einer früheren Schreinerei in der Walddörferstraße im Hamburger Stadtteil Wandsbek, die zu einer Trainingshalle umgebaut worden waren, und im Dezember 1993 mit einem Kampfabend unter der Losung „Raus aus der Ritze!“ eingeweiht wurde. Trainer Fritz Sdunek übernahm dort zunächst auch Hausmeisterdienste. Bis zum Umzug nach Hamburg-Wandsbek trainierten die Universum-Boxer teils noch im Boxkeller der Kneipe „Zur Ritze“ auf der Reeperbahn.
1991 nahm der Boxstall Dariusz Michalczewski und Michael Löwe unter Vertrag. Michalczewski wurde in den folgenden Jahren zum Vorzeigeboxer Universums. 1993 schloss der Boxstall einen Vertrag mit dem damals 19-jährigen Russen Nikolai Walujew. 1994 unterschrieb Regina Halmich bei Universum und wurde 1995 erste deutsche Profi-Boxweltmeisterin. Im November 1996 gaben die Brüder Vitali Klitschko und Wladimir Klitschko bei Universum auf einem Kampfabend in Hamburg jeweils ihr Debüt als Profiboxer. Im Werben um die Brüder hatte Universum zuvor den US-amerikanischen Promoter Don King ausgestochen. Dass Universum erwogen haben soll, die Namen der beiden Ukrainer in Walter und Willi Klitschmann einzudeutschen, wies Kohl Jahre später als Falschmeldung zurück.
Zu den großen Kämpfen von Universum-Sportlern in der Geschichte des Boxstalls gehörten unter anderem der Kampf von Markus Bott im Februar 1993 im Cruisergewicht, der in diesem Gefecht erster Weltmeister des Boxstalls wurde, der WM-Kampf zwischen Dariusz Michalczewski und Graciano Rocchigiani im August 1996 im Hamburger Millerntorstadion, der Rückkampf der beiden im April 2000 in Hannover, der Gewinn der WBO-Schwergewichtsweltmeisterschaft durch Vitali Klitschko 1999 in London gegen Herbie Hide, Vitali Klitschkos Kampf gegen Lennox Lewis im Juni 2003 in Los Angeles und der im Juni 2004 in Las Vegas ausgetragene Kampf im Mittelgewicht zwischen Felix Sturm und Oscar de la Hoya.
Wichtigste Universum-Trainer waren Fritz Sdunek (er betreute neben anderen Vitali und Wladimir Klitschko, Michalczewski, Ralf Rocchigiani und Zsolt Erdei), Torsten Schmitz (zu seinen Schützlingen gehörten insbesondere Regina Halmich, Luan Krasniqi und Bert Schenk), Michael Timm (u. a. Trainer von Felix Sturm, Jürgen Brähmer, Ruslan Chagaev und Ina Menzer) sowie Artur Grigoryan, der zunächst Boxer bei Universum war und später ins Trainerfach wechselte.
Von 2002 bis 2010 hatte Universum einen Vertrag mit dem öffentlich-rechtlichen Fernsehsender ZDF, der die Kampfabende an etwa fünfzehn Samstagen im Jahr übertrug. Anfang 2003 vereinbarte Kohl zudem einen Vertrag mit dem US-Bezahlsender HBO zur Übertragung von Universum-Kämpfen. Er sprach diesbezüglich vom „entscheidenden Schritt in die USA“, dadurch werde sein Boxstall „Teil der gigantischen Marketing-Maschine von HBO“, so Kohl. Die Vereinbarung mit dem ZDF änderte sich dadurch nicht. Da der Vertrag mit dem ZDF 2010 nicht verlängert wurde, dadurch die Haupteinnahmequelle fehlte (durch den Absprung des ZDF fehlten jährlich ca. 15–20 Mio. Euro), und durch den Weggang mehrerer bekannter Boxer (u. a. die Klitschko-Brüder oder Felix Sturm) entfiel die wirtschaftliche Grundlage. Universum Box-Promotion kündigte daher zum 31. Juli 2010 allen Mitarbeitern im Verwaltungsbereich.
2004 kam es zwischen Universum den Klitschko-Brüdern zum Streit über die vertragliche Regelung. Die beiden ukrainischen Boxer wollten sich fortan in Eigenregie vermarkten und zogen vor Gericht. Das Gericht stellte im Dezember 2004 fest, dass das Vertragsverhältnis nicht am 30. April 2004 beendet war, die Verträge aber dennoch in der Zwischenzeit ausgelaufen waren, da Verletzungspausen einzurechnen gewesen seien. Das Oberlandesgericht hob das Urteil später auf. Der Rechtsstreit dauerte bis November 2009 und beschäftigte zuletzt den Bundesgerichtshof.
Im Mai 2007 kam es während eines Universum-Kampfabends in Hamburg im Zuschauerraum zu einer Schlägerei zwischen Mitgliedern des Sicherheitsdienstes und dem Boxpromoter Ahmet Öner (früher selbst Boxer bei Universum) sowie dessen Begleitern. Öner und seine Begleiter erlitten Verletzungen. Beide Seiten warfen sich Provokationen vor. Öner berichtete, er und seine Begleiter seien von Männern provoziert worden, die der rechtsradikalen Szene zuzuordnen seien, ihm sei eine Falle gestellt worden. Diese Vorwürfe entbehrten „jeder Grundlage“, hieß es seitens des Boxstalls. Drei Tage nach der Schlägerei besprachen Öner, der nach der Schlägerei bei Universum-Veranstaltungen fortan Hausverbot hatte, und Klaus-Peter Kohl den Vorfall, dabei seien laut Öner „alle Streitigkeiten aus dem Weg geräumt“ worden. Vier an der Schlägerei beteiligte Sicherheitsleute wurden zu Gefängnis- beziehungsweise Bewährungsstrafen verurteilt.
Nach Einschätzung Sduneks begann mit der Trennung von Geschäftsführer Hanraths der Niedergang des Boxstalls. Stallinterne Kämpfe zwecks Auslese von Boxern hätten das Klima vergiftet, „wir waren nicht mehr die große Familie der Neunzigerjahre“, stellte Sdunek im Jahr 2012 rückblickend fest. Ende Juni 2011 gab Universum den Einstieg einer Investorengruppe um den kasachstandeutschen Unternehmer Waldemar Kluch und den damit verbundenen Umzug vom langjährigen Standort im Hamburger Stadtteil Wandsbek in das DIMA-Sportzentrum in Hamburg-Lohbrügge, das Kluch und seinen Partnern gehört, bekannt. Kohl kündigte im Rahmen der Vorstellung an: „Wir greifen richtig an, werden neue Boxer unter Vertrag nehmen und etwas auf die Beine stellen, was weltweit einmalig ist.“ Die erste Veranstaltung im DIMA-Sportzentrum fand im September 2011 vor gut 1.000 Zuschauern statt. Universum-Gründer Kohl, der das Unternehmen im Juli 2011 an Kluch verkauft hatte, zog sich aus der Geschäftsführung zurück und reduzierte sein Engagement auf eine Beratertätigkeit. Neuer Geschäftsführer wurde Kluch. Wegen eines fehlenden lukrativen Fernsehvertrages, wie etwa bei Sauerland Event und der ARD, sowie der erfolglosen Suche nach Geldgebern fanden die Kampfabende nicht wie in der Vergangenheit in großen Hallen vor großem Publikum statt, sondern in kleinerem Rahmen wie in Hotelsälen oder der eigenen Trainingshalle.
2012 stellten sowohl Gläubiger wie auch der Boxstall selbst einen Insolvenzantrag. Das Amtsgericht Hamburg bestellte einen vorläufigen Insolvenzverwalter. Universum sei nicht mehr zu retten, äußerte Kluch im November 2012. Am 14. Januar 2013 wurde das Insolvenzverfahren eröffnet. Der Insolvenzverwalter führte den Geschäftsbetrieb mangels Erfolgsaussichten nicht fort. Die Forderungen der Gläubiger betrugen im Jahr 2013 mehr als vier Millionen Euro.

### Neuauflage ab 2019
Im Mai 2019 berichteten Medien über eine Neuauflage unter der Leitung von Ismail Özen-Otto, dem Schwiegersohn des Versandhausunternehmers Michael Otto. „Das Insolvenzverfahren über das Vermögen der Universum Box-Promotion GmbH“ sei abgeschlossen und die Insolvenz „rechtskräftig aufgehoben“, wurde gemeldet. Özen-Otto wurde Geschäftsführer der neugegründeten Universum Box-Promotion Global GmbH, die im Vergleich zum Vorläufer einen leicht veränderten Namen erhielt, dem die Insolvenzverwaltung zugestimmt hatte. Man wolle „die Tradition aufleben“ lassen, begründete er die Namensauswahl. Özen-Otto gab als Ziel aus, „die Nummer eins in Europa“ werden zu wollen und setzte darauf, glaubwürdigen und seriösen Boxsport anzubieten, indem er unter anderem ankündigte, sportlich reizvolle Duelle und keine Aufbaukämpfe veranstalten zu wollen, auf Vertreter des Boxstalls am Punktrichtertisch zu verzichten, keinen Heimvorteil zuzulassen und keine Mauscheleien wie gekaufte Urteile zu dulden. Er führte durchgängige Dopingkontrollen für die Hauptkämpfer ein. Als Zugpferd des Unternehmens wurde Artem Harutiunian vorgestellt: Özen-Otto plante, Harutiunian zum Weltmeister aufzubauen. Cheftrainer wurden mit Juan Carlos Gomez und Artur Grigorian zwei frühere Größen des ursprünglichen Universum-Boxstalls, das Trainingszentrum wurde in der Großen Elbstraße in Hamburg-Altona eingerichtet. Dariusz Michalczewski sollte als Sportdirektor eingestellt werden, lehnte das Angebot jedoch ab. Für sein Vorhaben gewann Özen-Otto den Sportvermarktungsfachmann Frank Mackerodt und den Sportmoderator Burkhard Weber als Berater. Im August 2019 gab das ZDF eine Zusammenarbeit mit dem neuen Boxstall bekannt. Die erste ZDF-Übertragung des „neuen“ Universum-Boxstalls fand im November 2019 in der Veranstaltungshalle „Die Kuppel“ in Hamburg-Bahrenfeld statt, Hauptkämpfer war Artem Harutiunian, der den Russen Islam Dumanow bezwang. Im Februar 2020 beendete das ZDF die Zusammenarbeit mit dem Boxstall.
Im Februar 2022 kam es bei einer Universum-Veranstaltung in Hamburg zu einem Großeinsatz der Polizei, nachdem per Notruf von einem Bewaffneten berichtet worden war. Eine Durchsuchung der Halle erhärtete den Verdacht nicht. Im Sommer 2023 zog Universum in eine neue Trainingsstätte, die in einer früheren Fabrikanlage in Hamburg-Altona eingerichtet wurde.

## Bekannte ehemalige Universum-Boxer bis 2012
| - Firat Arslan - Károly Balzsay - Denis Boizow - Markus Bott - Jürgen Brähmer - Ruslan Chagayev - Jack Culcay-Keth - Stipe Drviš - Serhij Dsynsyruk - Zsolt Erdei - Reiner Gies | - Gennadi Golowkin - Juan Carlos Gómez - Alesia Graf - Artur Grigorian - Regina Halmich - Denis Inkin - Susianna Kentikian - Vitali Klitschko - Wladimir Klitschko - Andreas Kotelnik - István Kovács | - Aleksy Kuziemski - Armand Krajnc - Daisy Lang - Michael Löwe - Karolina Łukasik - Marcos René Maidana - Ina Menzer - Dariusz Michalczewski - Ralf Rocchigiani - Julia Sahin - Corrie Sanders | - Dimitri Sartison - Bert Schenk - Esther Schouten - Felix Sturm - Vitali Tajbert - Rachim Tschachkijew - Thomas Ulrich - Mario Veit - Nikolai Walujew - Sebastian Zbik |